# دليلة (راقصة)
دليلة والمعروفة أيضًا باسم داليا تورينا، وُلدت باسم أدليدا أنغولو أجرامونت (7 يوليو 1936- 17 سبتمبر 2001)، هي راقصة شرقية إسبانية.

## مسيرتها الفنية
نشأت دليلة على حب الرقص منذ طفولتها المبكرة، حيث انجذبت إلى الرقص الإسباني الكلاسيكي، وخاصة الفلامنكو. في عام 1954، توجهت إلى الشرق الأوسط الذي كانت له مكانة خاصة في عالم الرقص، طامحة لأن تواكب شهيرات الرقص الشرقي في مصر مثل نادية جمال، سامية جمال، تحية كاريوكا، وهدى شمس الدين.
كان للمطرب وديع الصافي دور مهم في اكتشاف أسلوبها الخاص في الرقص الشرقي، إذ ساعدها على دمج الرقصات الإسبانية مع الألحان والموسيقى العربية، مما أضفى تميزًا خاصًا على عروضها.
في عام 1959، شاركت دليلة مع نجوى فؤاد في حفل افتتاح فنادق النيل هيلتون بالقاهرة. وخلال مسيرتها في مصر، تنافست مع أبرز راقصات الشرق، لكنها ظلت صديقة مقربة لتحية كاريوكا التي قدمت لها الدعم والنصح.
حظيت دليلة بفرصة تقديم عروضها أمام العديد من الشخصيات الملكية والسياسية، حيث رقصت أمام محمد رضا بهلوي، ثريا إسفندياري، فاروق الأول، الحسين بن طلال، فيصل بن عبد العزيز آل سعود، جمال عبد الناصر، وكميل شمعون.

## أعمالها

### في السينما
- 1952: عيون تترك آثاراً (بالإسبانية: Los ojos dejan huellas)
- 1952: فرانسيسكويتا دونيا (بالإسبانية: Doña Francisquita)
- 1953: قافلة البهجة (بالإسبانية: La alegre caravana)
- 1955: الإسكندر الأكبر (بالإنجليزية: Alexander the Great)
- 1957: كيف أنساك
- 1959: صوتك
- 2001: خوانا المحلية (بالإسبانية: Juana La Loca)

### في التلفزيون
- 1959: دليلة شو
- 1959: شو شو شو سبيشل
- 1963: كاترينا فالنتي شو
- 1972: سيمبر أون دومينغو (بالإسبانية: Siempre en Domingo)
- 1976: مايك دوغلاس شو
- 1977: جيري لويس تيليثون
- 1977: ABC 20/20
- 2001: العالم العالمي: عبر القناة الكبيرة (بالإسبانية: Mundo Mundial. Canal Gran Vía)
- 2001: تيلي5: نوسولوموسيكا (بالإسبانية: Tele5 Nosolomusica)